# Don LaFontaine
Donald Leroy LaFontaine (Duluth, 1940. augusztus 26. – Los Angeles, 2008. szeptember 1.) amerikai szinkronszínész volt. Karrierje alatt több, mint 5000 filmelőzetest rögzített, illetve több tévéreklámhoz és videojáték-előzeteshez is szolgáltatta a hangját.
Sokan az "In a world..." ("Egy világban...") kifejezéssel azonosítják. Ezt a kifejezést annyiszor használták már filmelőzetesek során, hogy közhellyé vált.
Becenevei: "Thunder Throat" ("Mennydörgés-torok"), "The Voice of God" ("Isten hangja") és "The King of Movie Trailers" ("A filmelőzetesek királya"). A GEICO biztosító reklámjainak is ő volt a hangja.

## Élete
LaFontaine 1940. augusztus 26-án született a minnesotai Duluth-ban, Alfred és Ruby LaFontaine gyermekeként. 1958-ban érettségizett a Duluth Central High School tanulójaként, majd az amerikai hadseregben szolgált. Itt hangmérnökként dolgozott.

## Halála
Sokat dohányzott, így 2008. augusztus 22-én kórházba került, ahol tüdőembóliával diagnosztizálták. A jelentés szerint kritikus állapotban volt. 10 nappal később, 2008. szeptember 1-jén hunyt el. Utolsó szinkronszerepe a Phineas és Ferb rajzfilmsorozat "Meap krónikái" című epizódjában volt, ahol ezt mondta: "In a world... There, I said it. Happy?" ("Egy világban... Tessék, kimondtam. Boldogok vagytok?") A Call + Response című dokumentumfilm filmelőzetese volt az utolsó, amelyben hallható a hangja.